# Mount Archer
Der Mount Archer ist ein 604 Meter hoher Berg im australischen Bundesstaat Queensland.

## Lage
Der Berg liegt in Zentralqueensland, nordöstlich der Stadt Rockhampton, am Wendekreis des Steinbocks, rund 40 Kilometer landeinwärts vom Pazifischen Ozean, etwa 520 Kilometer nordwestlich von Brisbane, und gehört zum Gebirge der Berserker Ranges.
Am Gipfel, der über den Pilbeam Drive zu erreichen ist, liegt der kleine Ort Mount Archer.

## Nationalpark
Das Gebiet um den Mount Archer ist seit 1994 als Mount-Archer-Nationalpark ausgewiesen. Seine Größe beträgt rund 36 Quadratkilometer.